# Rocío Barrios
Rocío Ingred Barrios Alvarado (Lima, 30 de junio de 1974) es una abogada peruana. Fue Ministra de la Producción y Ministra de Comercio Exterior y Turismo del Perú durante el Gobierno de Martín Vizcarra.

## Biografía
Hija de Pedro Barrios y Emilia Alvarado Alva. Es hermana de la jueza suprema Elvia Barrios Alvarado. 
Barrios Alvarado estudió Derecho y Ciencia Política en la Universidad de San Martín de Porres, en la cual recibió el título de Abogada (2001). Barrios también realizó estudios de postgrado en Finanzas y Derecho Empresarial en ESAN y una maestría en Gestión Pública. 
En agosto de 2006 fue nombrada como Directora Nacional de Justicia del Ministerio de Justicia por la ministra María Zavala Valladares. Como tal, fue Representante Alterna ante el Consejo Directivo de la Comisión Nacional para el Desarrollo y Vida sin Drogas. Renunció al cargo en 2008.
Fue Gerente General del Instituto Nacional de Radio y Televisión.
En agosto de 2011 fue nombrada como Viceministra de Pesquería por el presidente Ollanta Humala Tasso en la gestión del ministro de Producción Kurt Burneo Farfán. Permaneció en el cargo hasta diciembre de 2011.
Desde inicios de 2012 trabajó en el Ministerio de Desarrollo e Inclusión Social, primero como Consultora para el rediseño del Programa Nacional de Asistencia Alimentaria (PRONAA) y luego como parte de la Comisión Especial para conducir el proceso de extinción del mismo.
El 10 de septiembre de 2013, fue nombrada como Directora de la Oficina General de Administración del Ministerio de Vivienda, Construcción y Saneamiento por el ministro René Cornejo. Permaneció en el cargo hasta su renuncia en marzo de 2014.
En abril de 2014 fue nombrada Directora de la Oficina General de Administración del Ministerio de Trabajo y Promoción del Empleo por la ministra Ana Jara Velásquez. Se mantuvo en el cargo hasta agosto de 2014.
En noviembre de 2014 fue nombrada como Directora de la Oficina General de Administración de la Presidencia del Consejo de Ministros por la ministra Ana Jara Velásquez. Renunció al cargo en marzo de 2015.
En marzo de 2015 fue nombrada como Presidenta Ejecutiva del Instituto Nacional de la Calidad con Resolución Suprema N.º 004-2015-PRODUCE por el presidente Ollanta Humala y el ministro Piero Ghezzi.
En noviembre de 2017 fue suspendida del cargo por el ingreso de conservas chinas de caballa con parásitos. Se mantuvo en el cargo hasta 2019.

### Ministra de la Producción
El 11 de marzo de 2019 fue designada como Ministra de la Producción del Perú por el presidente Martín Vizcarra.